# Săcel (okręg Kluż)
Săcel – wieś w Rumunii, w okręgu Kluż, w gminie Băișoara. W 2011 roku liczyła 407 mieszkańców.